# Bora Körk
Bora Körk (sinh ngày 9 tháng 6 năm 1980 ở Thổ Nhĩ Kỳ) là một cầu thủ bóng đá Thổ Nhĩ Kỳ. Anh hiện tại đang thi đấu ở vị trí thủ môn cho Akhisar Belediyespor.